# Pagidini
Pagidini Simon, 1895 è una tribù di ragni appartenente alla famiglia Thomisidae.

## Distribuzione
I due generi oggi noti di questa tribù sono diffusi in Africa (Pactactes) e Asia meridionale e sudorientale (Pagida).

## Tassonomia
A dicembre 2013, gli aracnologi riconoscono due generi appartenenti a questa tribù:
- Pactactes Simon, 1895 - Africa occidentale, centrale e meridionale
- Pagida Simon, 1895 - Sri Lanka, Sumatra